# 18090 Кевінкуо
18090 Кевінкуо (18090 Kevinkuo) — астероїд головного поясу, відкритий 6 травня 2000 року.
Тіссеранів параметр щодо Юпітера — 3,417.